# Ангеларій (архієпископ Охридський і Македонський)
Архієпископ Охридський і Македонський г.г. Ангеларій (нар. Цвєтко Крстеський) (Дольнені, Прилеп, 25 березня 1911 - 15 червня 1986, Дреновська клісура) - другий глава Македонської православної церкви, що носить титул архієпископа Охрида і Македонії.

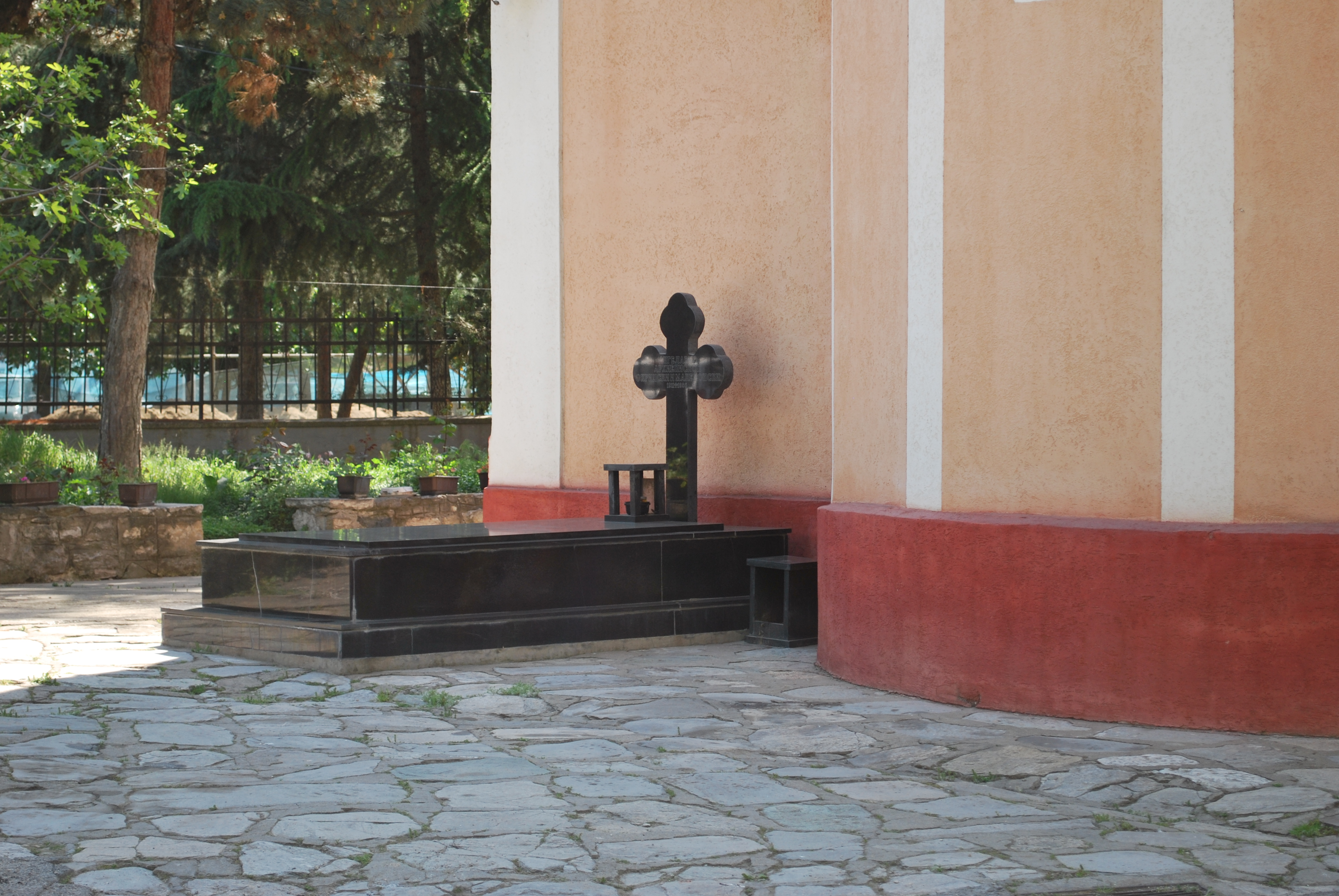
Могила г.г. Ангеларія.

## Біографія
Архієпископ г.г. Ангеларій народився як Цвєтко Крстеський 25 березня 1911 року в селі Дольнені Прилепської області у родині священика Костадіна та його дружини Звєзди. Його брат Пеко Крстеський був учасником Національно-визвольної війни і помер 1942 року. Початкову освіту Цвєтко закінчив у Дольнені та Прилепі. 1926 року він вступив до середньої духовної школи «Св. Йована Богослова» у Бітолі, а закінчив її 1931 року.
Після закінчення богословської школи 1932 року він був висвячений на диякона в церкві «Св. Димитрія” у Бітолі. Того ж року в церкві «Св. Богородиці» він був призначений священиком і після цього акта став парохом у селі. Гері в Дебарі, де він прослужив до 1937 року. Був парафіяльним священиком у церкві «Св. Благовіщення в Прилепі з 1937 по 1961 рр. та ієрарховим заступником у Прилепської ієрархії.
Цвєтко Крстеський брав участь у Національно-визвольній війні. Він також був членом Ініціативної ради з організації МПЦ у 1945 році та членом Асоціації православного духовенства Народної Республіки Македонія. Брав участь у роботі Першого македонського церковно-народного собору у Скоп'є в 1945 р. та у Священицькій конференції у 1946 р. За свої заслуги він був нагороджений червоним поясом, потім нагрудним хрестом у 1959 р. та найвищою священицькою прикрасою протоієрея - ставрофором. Після війни навчався на філософському факультеті в Скоп'є.

### Після війни
1961 року призначений парафіяльним священиком при церкві «Св. Великомученика Георгія»у районі Фіцрой у Мельбурні, Австралія. Там він заснував першу македонську православну церковну громаду, а під час його служби була побудована перша визнана в Македонії церква в діаспорі. Служив у Мельбурні з 1961 по 1964 рік. Після повернення з Мельбурна 1964 року він працював у церкві Святого Благовіщення в Прилепі. Після смерті дружини 1972 року він прийняв запрошення Синоду МПЦ і став ченцем під ім'ям Ангеларій. Після чернецтва він був священиком у Прилепі до 1975 р., коли був обраний та висвячений єпископом Пелагонії МПЦ. Він був висвячений на митрополита Дебарського та Кічевського 5 липня 1977 року. Він також був призначений адміністратором-співробітником хворого митрополита Преспенського та Бітольського Климента.

### Архієпископ
На церковно-народних зборах, що відбулися 19 серпня 1981 р., Ангеларій був обраний архієпископом Охридом і Македонським.
Після менш ніж п'яти років, проведених на посаді глави МПЦ, г.г. Ангеларій загинув в автокатастрофі 15 червня 1986 року в ущелині Дреновська, на дорозі Прилеп - Скоп'є, коли офіційний "Мерседес", в якому їхав архієпископ, зіткнувся з цистерною із сербськими номерними знаками. В аварії, крім г.г. Ангеларія, також було вбито його водія. Згідно з деякими теоріями змови, вважалося, що його смерть була сфальсифікована агентами "Удби", пов'язаними з ієрархічним офісом Сербської православної церкви. Так, у листопаді 2014 року його внучка Тетяна Попоська, яка подорожувала з архієпископом, коли сталася аварія, висловила відкриту підозру в тому, що його смерть була навмисно спричинена його прихильністю об'єднанню Македонії, висловленою в промові біля могили Гоце Делчева. Окрім підозр, вона посилалася на той факт, що водії двох вантажівок, які потрапили в аварію, були засуджені до одного та чотирьох років позбавлення волі, відбувши лише незначну частину покарання. Архієпископа Ангеларія поховали у церкві церкви «Св. Димитрія ” у Скоп’є.
Він залишив за собою сина Драгослава Крстеського. Пізніше г.г. Ангеларій був посмертно нагороджений премією 9 вересня.

## Пов’язані
- Македонська православна церква
- Список архієпископів Охрида та Македонії